# Tomichia cawstoni
Tomichia cawstoni là một loài động vật chân bụng nước ngọt thuộc họ Pomatiopsidae. Nó là loài đặc hữu của Nam Phi. Môi trường sống tự nhiên của nó là các con sông.